# George (Fernsehserie)
George (auch Alles wegen George) ist eine internationale Fernsehserie, die von 1972 bis 1973 produziert wurde. Sie erzählt von den Abenteuern des Charterpiloten Jim Hunter mit seinem Hund, dem Bernhardiner George, in den Schweizer Bergen.

## Inhalt
Jim Hunter betreibt mit seinem Freund Walter Clark eine Charterfluggesellschaft in den Schweizer Bergen. George ist ein etwas tollpatschiger, aber liebenswürdiger und gutmütiger Bernhardinerhund mit Flugangst, den Jim von seiner Schwester übernommen hat. Den Haushalt führt Frau Gerber, die etwas abergläubisch ist. George spielt oft mit dem Vollwaisen Freddie aus der Großstadt, der bei seiner Tante Helga lebt. Zusammen erleben sie einige Abenteuer.

## Hintergrund
Die Idee zur Serie hatte Marshall Thompson, der zuvor die Hauptrolle in der beliebten Fernsehserie Daktari spielte. Bei einem Besuch in München und Zürich 1969 faszinierte ihn die Bergwelt. Gedreht wurde im Schweizer Grindelwald. Gefördert wurde die Serie vom Bayerischen Rundfunk und vom Schweizer Fernsehen.
Ein trauriges Ende fand der Hauptdarsteller der Serie einige Jahre nach Ende der Serie. Vermutlich durch einen Gehirntumor ausgelöst fiel der mit einer Million Franken versicherte Hund im März 1973 ein Mädchen an und wurde deshalb kurze Zeit später von einem Polizisten in seinem Zwinger erschossen.

## Darsteller
Marshall Thompson und Jack Mullaney wirkten im Pilotfilm und der Serie mit. Erna Sellmer, Trudy Young und Volker Stewart waren nur in der Serie zu sehen.
Neben den Hauptdarstellern wirkten mit:
- Ingeborg Schöner, Linda Caroll, Ursula von Wiese, Hermann Frick, Erwin Parker, Raimund Bucher, Frank Schacher, Elisabeth von Allmen, Edgar Reiser, Brigitte Graubner, Dagmar Balmer, Wallace C. Bennet, Jeffery Barter (alle Pilotfilm),
- Gila von Weitershausen, Horst Janson, Ralf Wolter, Eric Pohlmann, Herbert Fux, Ursula Mellin, Elisabet Woska, Erik Jelde, Linda Caroll, Alan Hale Jr. (eine der Folgen 1 bis 13),
- Zsa Zsa Gabor, Otto Stern, John Banner, Eva Pflug, Dieter Eppler, Walter Feuchtenberg (eine der Folgen 14 bis 26).

## Episodenliste
26 Episoden und der Pilotfilm wurden produziert.
| Nr.   | Titel                                        | Deutsche Erstausstrahlung |
| ----- | -------------------------------------------- | ------------------------- |
| Pilot | Alles wegen George                           | 30. Dez. 1972             |
| 1     | Aller Anfang ist schwer                      | 15. Mär. 1974             |
| 2     | Eigener Herd ist Goldes wert                 | 22. Mär. 1974             |
| 3     | Wo ein Wille, da ein Weg                     | 29. Mär. 1974             |
| 4     | Steter Tropfen höhlt den Stein               | 5. Mär. 1974              |
| 5     | Liebe geht durch den Magen                   | 19. Apr. 1974             |
| 6     | Man muß Feste feiern, wie sie fallen         | 26. Apr. 1974             |
| 7     | Sich regen bringt Segen                      | 3. Mai 1974               |
| 8     | Wie man in den Wald hineinruft               | 10. Mai 1974              |
| 9     | Was sich liebt, das neckt sich               | 17. Mai 1974              |
| 10    | Wenn einer eine Reise tut                    | 24. Mai 1974              |
| 11    | Ende gut, alles gut                          | 31. Mai 1974              |
| 12    | Wer anderen eine Grube gräbt                 | 7. Juni 1974              |
| 13    | Es ist noch kein Meister vom Himmel gefallen | 14. Juni 1974             |
| 14    | Wo die Liebe hinfällt                        | 21. Juni 1974             |
| 15    | Ein blindes Huhn findet auch ein Korn        | 28. Juni 1974             |
| 16    | Wenn zwei sich streiten                      | 5. Juli 1974              |
| 17    | Ein Unglück kommt selten allein              | 12. Juli 1974             |
| 18    | Man soll den Tag nicht vor dem Abend loben   | 19. Juli 1974             |
| 19    | Wer A sagt, muß auch B sagen                 | 26. Juli 1974             |
| 20    | Hunde, die bellen, beißen nicht              | 2. Aug. 1974              |
| 21    | Wenn Engel reisen …                          | 9. Aug. 1974              |
| 22    | Des einen Freud, des andern Leid             | 16. Aug. 1974             |
| 23    | Was du nicht willst, daß man dir tu …        | 23. Aug. 1974             |
| 24    | Kleine Geschenke erhalten die Freundschaft   | 30. Aug. 1974             |
| 25    | Doppelt genäht hält besser                   | 6. Sep. 1974              |
| 26    | Den Letzten beißen die Hunde                 | 13. Sep. 1974             |

Einige Publikationen betrachten die 26 Episoden als eine Staffel, andere sehen Folge 1 bis 13 als Staffel 1 und Folge 14 bis 26 als Staffel 2 an.
Die deutsche Erstausstrahlung fand 1974 in der ARD statt. Wiederholt wurde die Serie auf RTL plus (1984), ARD (1991), EinsPlus (zweimal 1992/1993) und zuletzt eine Folge im Bayerischen Fernsehen (2002).

## Synchronsprecher
| Rollenname   | Darsteller        | Sprecher              |
| ------------ | ----------------- | --------------------- |
| Jim Hunter   | Marshall Thompson | Erik Schumann (Serie) |
| Walter Clark | Jack Mullaney     | Tommi Piper (Serie)   |

## DVD-Veröffentlichung
Pidax Film Media veröffentlichte die 26 Folgen in zwei Zweier-DVD-Sets 2012 und den Pilotfilm 2013 in deutscher Sprache.

## Hörspiel
Eine Hörspielfassung von Kurt Vethake erschien 1973 auf dem Platten-Label Unsere Welt unter dem Titel „Gib Pfötchen, George“. Während auf dem Cover Fotos der Original-Darsteller abgedruckt sind, sprechen im Hörspiel u. a. Peter Schiff, Eberhard Krug, Klaus Jepsen, Margarethe Schön, Inge Sievers und Santiago Ziesmer die Hauptrollen.